# Tasiusaq (Kujalleq)
Tasiusaq – osada w południowej Grenlandii, w gminie Kujalleq. Według danych oficjalnych liczba mieszkańców w 2011 roku wynosiła 70 osób.